# 集賢殿
集賢殿（チッピョンジョン）は、朝鮮において、高麗から李氏朝鮮初期にかけて存在した国家及び王室のための研究機関。正二品衙門。
もとは、中国で漢・魏以来設置されていた機関であった。朝鮮にも影響し、古くからこの制度を導入した。集賢殿の名称が使われるのは1136年（仁宗14年）に延英殿（연영전）を集賢殿に改名してから始まる。
しかし、高麗から李氏朝鮮初期までは何の職務もなかった。1420年（世宗3年）に世宗は集賢殿を再編し拡大させた。これまでは省庁を持たず職務がなかった集賢殿には官庁が与えられ、経典の編纂や様々な分野の研究から王の諮問機関にもなった。
ところが、1456年（世祖2年）に発覚した端宗復位計画では、集賢殿出身の政治家及び学者達が中心になって活動していたため、同年6月6日をもって集賢殿は廃止された。

## 構成
- 李氏朝鮮初期

| 官位   | 官職           | 定数 | 備考             |
| ------ | -------------- | ---- | ---------------- |
| 正一品 | 領殿事(영전사) | 2人  | 他の官職との兼任 |
| 正二品 | 大提学(대제학) | 2人  | 他の官職との兼任 |
| 従二品 | 提学(제학)     | 2人  | 他の官職との兼任 |
| 正三品 | 副提学(부제학) | 1人  |                  |
| 従三品 | 直提学(직제학) | 1人  |                  |
| 正四品 | 直殿(직전)     | 1人  |                  |
| 従四品 | 應教(응교)     | 1人  |                  |
| 正五品 | 校理(교리)     | 1人  |                  |
| 従五品 | 副校理(부교리) | 1人  |                  |
| 正六品 | 修撰(수찬)     | 1人  |                  |
| 従六品 | 副修撰(부수찬) | 1人  |                  |
| 正七品 | 博士(박사)     | 1人  |                  |
| 正八品 | 著作(저작)     | 1人  |                  |
| 正九品 | 正字(정자)     | 1人  |                  |